# Mastoremus
Mastoremus is een geslacht van kevers van de familie snoerhalskevers (Anthicidae).

## Soorten
- M. diversicornis Abdullah, 1964
- M. idahoensis Abdullah, 1964
- M. longicornis Casey, 1895